# Ursus arctos arctos
El oso pardo europeo (Ursus arctos arctos) es una subespecie del oso pardo (Ursus arctos) propia de Europa, desde la península ibérica hasta Escandinavia y Rusia.

## Descripción

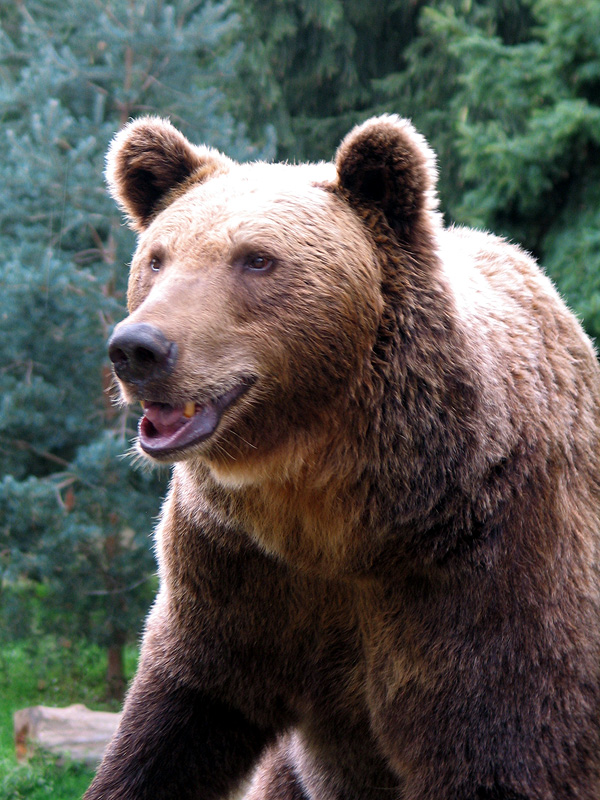
Ejemplar del Parc animalier des Pyrénées. 2005.

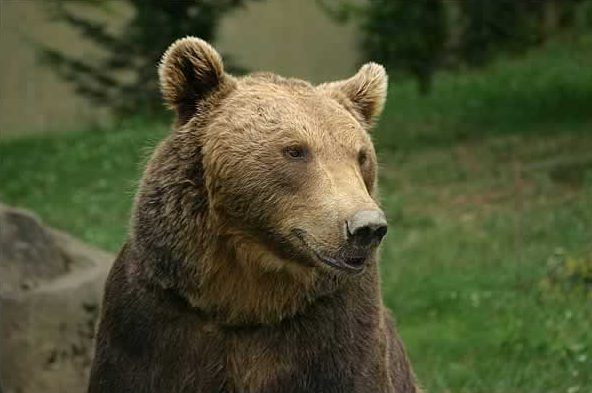
Ejemplar en el Valle de Aspe.

Es un habitante característico de bosques maduros de Europa, en hábitats boscosos en la zona occidental y en la oriental en hábitats de tundra. Su longevidad es de veinticinco a treinta años. Los máximos conocido son de treinta  y cuatro años en estado silvestre y de cuarenta  y siete en cautividad. En los Pirineos se constató que un oso al que se le denominaba «Papillón» contaba con veintinueve años cuando murió. Aunque se ha constatado que algún ejemplar ha alcanzado los treinta y cuatro años de edad, lo normal es que vivan entre veinte y veinticinco años. Tiene una longitud del hocico a la base de la cola que llega a 2.5 m (8.2 ft), y una altura en la cruz de 1,30 m. Los machos adultos pesan promedio 250 a 300 kg, y alcanzan un peso de 481 kg (1,058 lb). Las hembras tienen un típico rango de peso de entre 150–250 kg. Su color muy variable de un individuo a otro: puede variar entre el marrón muy oscuro y el dorado claro, pasando por diversas gamas de grises. Las crías suelen presentar un collar blanquecino más o menos amplio alrededor del cuello, marca que habitualmente desaparece a partir de la primera muda al año de edad, pero puede quedar algún resto en los adultos.
El pelaje se renueva una vez al año, en la época estival, y su tonalidad varía entre el pardo amarillento y el marrón oscuro. La visión no la tiene muy desarrollada, comparada con otros sentidos, aunque sí puede ver en color durante la noche. A larga distancia reconocen formas pero no detalles, y detectan mucho mejor animales u objetos en movimiento que inmóviles. En algunas situaciones desfavorables pueden erguirse sobre sus patas traseras para aumentar su campo de visión. Su oído es extremadamente agudo y desarrollado, al igual que el olfato que es excelente, finísimo y, sin duda, su sentido más desarrollado y el que más les ayuda en su vida cotidiana. Gracias a él pueden detectar a larga distancia muchas de sus fuentes de alimento y también el estado sexual de otros ejemplares durante la época de celo.
Sus mandíbulas tienen de treinta  y seis a treinta  y ocho dientes, entre los que destacan cuatro caninos, o colmillos, puntiagudos y robustos como los de otros carnívoros. Sin embargo, la presencia de incisivos aptos para cortar hierba y tallos, y de molares amplios y aplanados capaces de triturar alimentos de origen vegetal, hacen que la dentadura de este carnívoro está perfectamente adaptada a un régimen omnívoro.

## Genética
En el continente europeo existen dos líneas genéticas: la oriental y la occidental. Esta última a su vez está subdividida en dos subpoblaciones genéticamente diferenciadas por haberse refugiado durante la glaciación de Würm, una en el denominado «refugio ibérico», y la otra en el «refugio balcánico».
Solo tienen poblaciones viables en el área de distribución de su línea genética oriental: Rusia, Estonia, Letonia, Polonia, Eslovaquia, Rumania y Ucrania (estas cuatro últimas localizadas en los Cárpatos) y en la península escandinava en Suecia, Finlandia y Rusia.
De las poblaciones de la línea genética occidental solo la del refugio balcánico tiene viabilidad a largo plazo y se localiza en la antigua Serbia y zonas fronterizas de Austria e Italia. En Austria e Italia se llevaron a cabo sendos proyectos para la reintroducción del oso: reintroducción del oso en Austria central y reintroducción del oso en el Trentino (Alpes italianos)
Las poblaciones pertenecientes a esa misma línea genética pero al refugio ibérico se localizan en la cordillera Cantábrica, Pirineos y sur de la península escandinava y están en un estado de conservación muy precario. Aunque gracias a la fundación Oso Pardo la situación del oso pardo cantábrico está mejorando en la cordillera Cantábrica. El oso pardo pirenaico sin embargo se ha visto abocado a la extinción de sus particularidades genéticas por la existencia únicamente de osos autóctonos machos al igual que los osos del sur de Escandinavia que han entrado en contacto con la línea genética oriental. El gobierno francés ha llevado a cabo dos proyectos de reintroducción del oso en Pirineos con la intención de recuperar la especie pero sus esfuerzos no han conseguido de momento alcanzar una población viable.

## Dimorfismo sexual
En esta subespecie hay un claro ejemplo de dimorfismo sexual, en promedio, los machos alcanzan un peso de 115 kg pudiendo alcanzar más de 250 kg y las hembras 85 kg pudiendo alcanzar los 150 kg.

## Reproducción
Los osos alcanzan la madurez sexual entre los tres y los cinco años son polígamos y su celo tiene lugar entre mayo y julio. En las hembras, la cópula provoca la ovulación —en lenguaje técnico se llama «ovulación inducida»—, lo que incrementa sus posibilidades de quedar preñadas. La implantación es diferida, es decir, el óvulo fecundado flota libremente en el útero y no se implanta hasta el otoño; solo entonces comienza la verdadera gestación, que dura unos dos meses. En plena hibernación en el mes de enero, y en la seguridad de la osera, la hembra pare de una a tres crías, excepcionalmente cuatro. que pesan al nacer unos 350 g, y los oseznos alcanzan de 20 a 25 kg al cumplir su primer año de vida. Viven con la madre aproximadamente un año y medio. El intervalo entre dos partos es de, al menos, dos años.

## Alimentación
Los osos son omnívoros: en primavera y otoño su alimentación es sobre todo vegetal, pero también aprecian las carroñas. Su alimento preferido son los panales de miel. Además cazan pequeños vertebrados e insectos y, en el momento de remonte de los salmones en los ríos, se hacen pescadores, concentrándose cerca de las orillas. Únicamente algunos individuos se especializan en la captura de grandes presas, sobre todo animales domésticos y de caza.

## Costumbres
Los osos pasan el invierno en sus oseras, en las que duermen con un sueño entrecortado, sin variaciones en su temperatura corporal. Es también en este período cuando los osos paren (diciembre, enero) y comienzan a criar sus oseznos.
Las hembras suelen moverse por áreas de algunas decenas de kilómetros cuadrados que utilizan de forma intensa. Por el contrario, los machos tienen grandes áreas de campeo, que engloban las de varias hembras. Un macho adulto radiomarcado en el actual Parque Regional de Riaño (León) se movió durante cuatro años por una extensión de 2447 km². La calidad del hábitat tiene una notable influencia sobre la extensión del área de campeo. Los ejemplares que viven en los bosques boreales de coníferas —mucho menos productivos que los bosques caducifolios templados españoles— tiene áreas de campeo mucho mayores. Por ejemplo, los machos estudiados en Suecia y Noruega se mueven por extensiones de 5430 km² de media, mientras que las hembras tienen áreas de campeo medias de 345 km².
En cuanto a los hábitats que ocupan, prefieren los robledales, hayedos y abedulares, pero también utilizan las formaciones arbustivas, las manchas de matorral y los roquedos.

## Cómo detectar su presencia
Las huellas del oso pardo, grandes, anchas, y donde aparecen marcadas con claridad las fuertes uñas y los dedos, y la planta de pies y manos, son muy distintivas. Los expertos pueden detectar asimismo la presencia del oso por las marcas de uñas en los troncos de los árboles, las piedras volteadas, las colmenas atacadas, o los pelos perdidos en cortezas y alambradas.

## Estatus poblacional de la subespecie
A nivel mundial la especie se encuentra en una situación vulnerable con extinciones parciales en toda su distribución coincidiendo con las zonas más humanizadas y con las subespecies en más alto riesgo de extinción.
- España[4]
  - Cordillera Cantábrica: occidental 300, oriental 50[5]
  - Pirineos: 70(en común con Francia) 8 en la zona occidental y unos 65 en la zona central
- Francia
  - Pirineos:70 (en común con España) 8 en la zona occidental y unos 65 en la zona central
  - Alpes: Los que pudieran desplazarse desde Italia
- Italia
  - Alpes: 25-30
  - Abruzzo: 50-85
- Eslovenia 350-450
- Eslovaquia 1200[6]
- Croacia 400
- Bosnia y Herzegovina 1195
- Serbia 180
- Montenegro 250
- Macedonia del Norte 90
- Albania 500
- Grecia
  - Este: 15-20
  - Oeste: 95-110
- Bulgaria 700
- Rumanía 6000
- Austria

Central: esta población se considera extinguida
Sur: 10-12
- República Checa 2-3
- Noruega 20
- Suecia 600
- Finlandia 400
- Estonia 440-600
- Letonia 20-40
- Polonia 80
- Bielorrusia 120-250
- Ucrania 400-900
- Alemania 1 cazado legalmente[8]
- Suiza 2, uno de ellos cazado legalmente[9]

## Amenazas
Las amenazas a las que se enfrentan son variadas y todas provocadas directa o indirectamente por el hombre: cambio climático, destrucción del hábitat, caza furtiva, caza accidental (con lazos), aumento de presión sobre el hábitat.

## Ataques a humanos
No se conocen en la península ibérica casos fatales desde la Edad Media pero sí que se ha podido constatar algún incidente con hembras con crías y con ejemplares acorralados o asustados. En 2008, un ataque a un cazador en el Valle de Arán suscitó una gran controversia sobre su reintroducción en el Pirineo Catalán. En 2021, una mujer sufrió el primer ataque en décadas de un oso en Asturias.

## Estado de las poblaciones ibéricas

### Oso pardo pirenaico
Es prácticamente igual al oso pardo cantábrico pero con una mayor altura en la cruz y mayor peso sobre todo en los machos adultos.
El último macho "puramente autóctono español" pirenaico, Camille, de unos veintiún años, se da por muerto. Esto implica la extinción del oso pardo pirenaico español. Queda no obstante un último ejemplar de oso pardo pirenaico francés, Aspe-Oeste nacido muy probablemente en 1998 cría de la hembra Cannelle (última hembra de oso pardo pirenaico) cazada en "supuesta defensa personal" por un cazador en Urdos (Francia). En el momento que se le dio caza iba acompañada por una cría macho nacida ese mismo año "híbrida" ya que su progenitor, «Nere», provenía de la reintroducción de osos eslovenos llevada a cabo en 1996/97 por el gobierno francés. Otra hembra, denominada «Francka», fue liberada en Bagnères-de-Bigorre en abril y se encuentra cerca de la población autóctona, aunque no se sabe que haya entrado en contacto con ella.
En la parte central y oriental de la cordillera Pirenaica se localiza una población de unos dieciséis osos provenientes de las reintroducciones llevadas a cabo en 1996 y 1997 y las llevadas a cabo en 2006.

#### Biometría
Se obtuvo un rango de 80-230 kilos en los machos aunque la mayoría no alcanzaban los 180 kilos. Para las hembras se obtuvo un rango de 65-170 kilos aunque la mayoría no alcanzaban los 130 kilos. El récord se alcanzó en 1848 cuando se cazó a un macho de 350 kilos.

### Oso pardo cantábrico

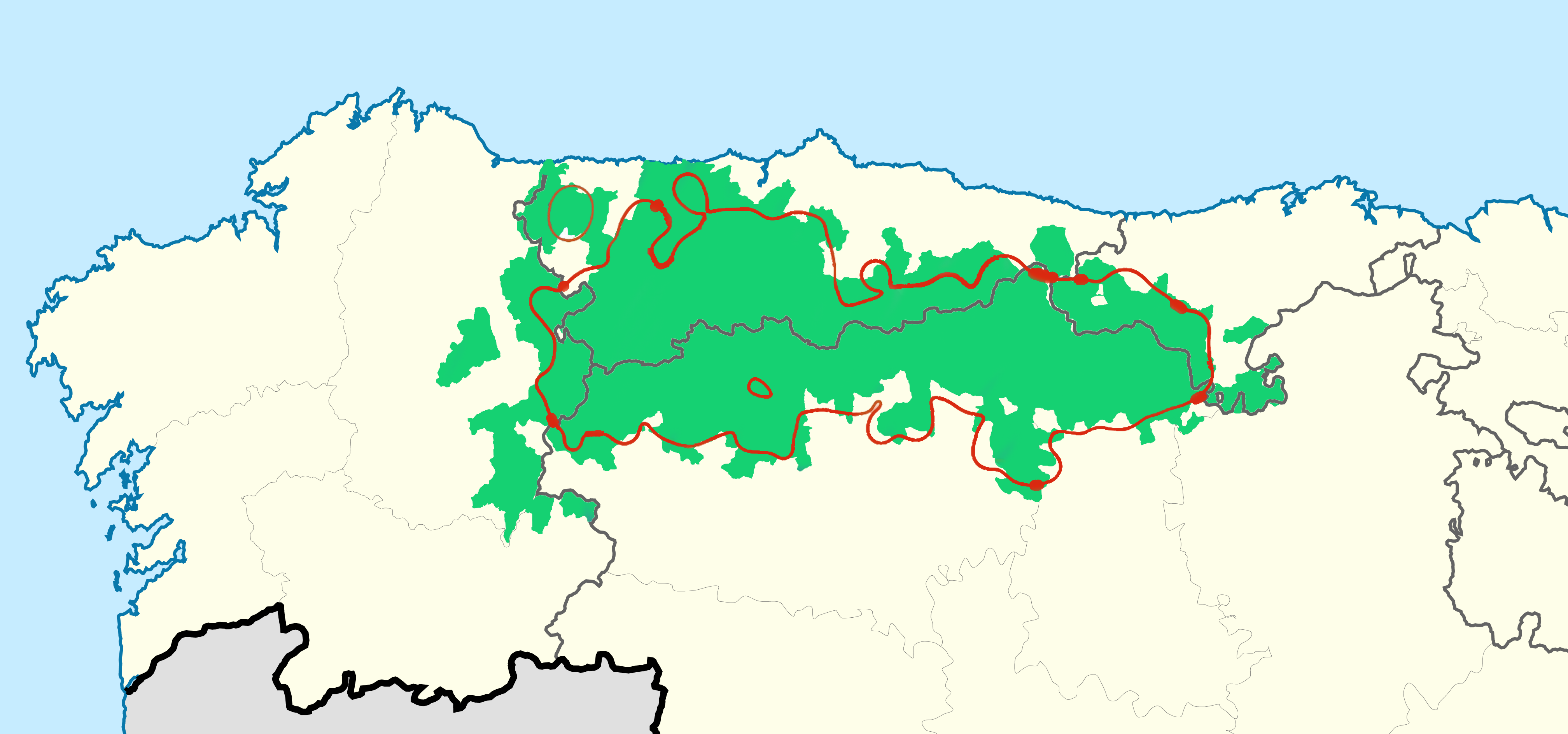
Distribución del oso pardo cantábrico.

Morfológicamente son parecidos a los pirenaicos pero más pequeños. La población cantábrica quedó fragmentada, desde la primera mitad del siglo XX, en dos poblaciones genéticamente incomunicadas por falta de intercambio de individuos. Entre ambas poblaciones, en torno al puerto de Pajares se centra una franja que concentra actividades humanas a lo largo de unos 30 km. A estos dos núcleos poblacionales se les denomina «occidental» (desde los Ancares lucenses a Babia) y «oriental» (desde el macizo del Mampodre hasta la sierra de Híjar y el valle de Campoo.

#### Núcleo oriental
La población oriental ocupa una superficie de unos 2480 km², que se extienden por los montes del nordeste leonés y norte de Palencia (87 %) y las montañas cántabras cercanas (10 %), así como por un pequeño sector asturiano en los concejos de Caso y Ponga (3 %). Se calcula que en este núcleo sobreviven actualmente en torno a cuarenta ejemplares (actualizado a 2016).
Además en esta población existen puntos críticos que amenazan con acrecentar los problemas asociados a los procesos de aislamiento. La sierra de Curavacas, imprescindible pasillo entre los núcleos oseros de Riaño (León) y de las cabeceras boscosas de Pisuerga (Palencia), los valles de Lechada, río Vargas y Naranco que permiten la comunicación entre Cantabria y León y Palencia y están amenazados por la futura estación de esquí de San Glorio.

#### Núcleo occidental
La población occidental se distribuye por unos 2600 km² y es la más importante en cuanto a número de individuos, ya que incluye la mayor parte de la población cantábrica de osos, con un censo actual en torno a los doscientos ejemplares según estimaciones de 2016, observándose en el año 2013 treinta  y tres osas y sesenta y dos crías, la cifra más alta desde que se pusieron en marcha las medidas proteccionistas de la especie.
Dicha población se extiende por los montes del Alto Sil leonés (27 %) y ocasionalmente también por los montes colindantes de Lugo (2,5 %), aunque en Asturias es donde ocupa mayor superficie (70,5 %). En León, los osos se localizan principalmente en los municipios de Laciana, Palacios y Páramos del Sil, mientras que en Lugo suelen ser vistos en los municipios de Cervantes, Navia de Suarna y ocasionalmente Piedrafita, Samos y Triacastela. Los concejos asturianos donde habitan preferentemente son Cangas del Narcea, Degaña, Somiedo y Belmonte de Miranda, que es donde se contabiliza el mayor número de reproducciones cada año, aunque también se localizan ejemplares en los concejos de Proaza, Allande, Ibias, Tineo, Salas, Yernes y Tameza, Quirós, Teverga, Lena, Grado y Santo Adriano.
Existen puntos críticos que interesa conservar como corredores ecológicos para evitar los problemas asociados a los procesos de aislamiento. En torno al puerto de Leitariegos se produce un estrechamiento de tan solo 10 km de ancho, causado por actividades mineras y turísticas. Otra zonas importantes para el futuro de esta población son los montes próximos al puerto de Cienfuegos que permiten el paso de Degaña (Asturias) hasta la Sierra de los Ancares (Lugo-León), la Sierra de Begega, comunicación entre Somiedo y la Sierra del Courio, en los Concejos de Salas y Belmonte de Miranda (Asturias), el estrecho corredor boscoso entre el macizo de las Ubiñas y la Sierra de Sobia, en los concejos asturianos de Teverga y Quirós.
Sin embargo, en agosto de 2009 se confirmó la existencia de dos ejemplares de oso pardo con ADN de poblaciones oriental y occidental.

#### Biometría
Se pesó a trece machos y quince hembras cazados entre 1957 y 1965 obteniendo unas medias de 133 kilos para los machos y 85 para las hembras, con máximos de 163 kilos los machos y 140 kilos las hembras. Otros dos machos medidos por científicos midieron 192 y 160 cm desde el extremo del hocico a la base de la cola, la que midió 7,5 y 8 cm respectivamente.

#### Amenazas
Aunque la población cantábrica esta en aumento todavía cuenta con amenazas para su supervivencia, la separación de los dos núcleos (lo que conlleva la consanguinidad), muertes producidas por el hombre (lazos, disparos, veneno, etc).
Durante el periodo 1980-1994 se produjeron cincuenta y cuatro muertes no naturales en la cordillera Cantábrica. De ellas, treinta  y seis en la occidental y dieciocho en la oriental.[cita requerida]
Entre 1980 y 1990 ha sido detectada la muerte de treinta  y cinco osos, veintinueve de ellos cazados por furtivos, dos envenenados y otros cuatro por causas desconocidas.
- En noviembre de 1980 en Aguasmestas (Somiedo), aparecen los restos de un oso atrapado en un lazo, probablemente en el verano anterior.
- En la primavera de 1980 fueron matados una osa con tres crías en los montes de Genestoso.
- En los primeros meses de 1981 se expuso a la venta una piel de oso en el mercado de Cangas de Narcea.
- En el otoño de 1981 fue captura un oso con un lazo en los montes de Viliella.
- En otoño de 1981 un oso fue matado a tiros en Fuentes Carrionas.[18]
- En 1982 se encuentra a una hembra intoxicada en Casasuertes y en la autopsia se encuentra una posta enquistada que no le produjo la muerte.
- En 1984 se encontró en el bosque de Hormas (Riaño) un oso envenenado con estricnina.
- A finales de 1988 se caza en Brañosera un ejemplar de 200 kg denominado "El Rubio".[19]
- En junio de 1990 se encuentra malherido a un macho, al que se denominó como Lázaro, cerca del embalse de Riaño, Riaflo. Su lesión, irreversible, en una cadera -provocada posiblemente por una caída causada por un disparo en una zarpa del disparo de un furtivo-, motivó que hubiera que sacrificar a este ejemplar, tras intentar previamente obtener semen por electroeyaculación y así poder inseminar a dos hembras cantábricas, recuperadas por esa época de un particular en Asturias. Tras su eutanasia, se destinaron muestras de los órganos de Lázaro a un banco genético de la especie.
- En junio de 2006 se encontró en Valdeprado una cría matada por un macho adulto.
- En julio de 1997 un joven macho es liberado del lazo en el que había caído.

Diez osos adultos han muerto desde 1998: seis por veneno, dos tiroteados y uno por causa desconocida (la causa más probable es el envenenamiento). Solo en el parque natural de Fuentes Carrionas han encontrado a cuatro, y tres de ellos en Polentinos. A ellos hay que sumar oseznos de los que no se tiene noticia.
- En marzo de 1998, una joven hembra es envenenada con carbofurano siendo localizada en Cangas del Narcea.
- En la primavera de 1999 se localiza un osezno en Somiedo muerto por desnutrición.
- En mayo y junio de 2000, se encontró carbofurano en los restos de dos osos (un joven macho en Cervantes, provincia de Lugo, y un adulto en Degaña).
- La hembra adulta encontrada en junio de 2001 a Triollo (Palencia) envenenada con Aldicarb.
- Un joven oso, es encontrado el 3 de septiembre de 2005, en Resoba (Palencia) envenenado con Aldicarb.
- El 25 de septiembre de 2005 en Polentinos (Palencia) es encontrado muerto un oso de más de quince años por disparo de postas.[21]
- El 15 de mayo de 2006 es localizado el cadáver de un macho de unos cuatro años de edad en la localidad de Burbia, en el municipio de Vega de Valcarce víctima de un disparo.
- En noviembre de 2006, el cadáver de un oso de unos cinco años envenenado fue encontrado en Somiedo (Asturias).
- El 12 de agosto de 2007 se encontró en el municipio de Polentinos un oso adulto de más de veinte años envenenado por carbofurano.

### Osos en entornos urbanos
Muchas veces los osos de la cordillera Cantábrica dejan los paraje en los suelen habitar y se acercan a lugares poblados por seres humanos. En ocasiones se trata de hembras con crías que intentan proteger a los oseznos de las iras de algún macho que quiera que entren en celo. Los machos adultos al no soler acercarse a zonas humanizadas no reparan en su presencia y hace que los oseznos estén a salvo. Otras veces son movidos por sus gustos gastronómicos como el oso que se acercó hasta las inmediaciones de un centro comercial cercano a León para alimentarse de unas colmenas.
- Un junio de mediados los 80 un oso entra a comerse las colmenas situadas en el patio de una casa habitada, y tras repetir al año siguiente el propietario coloca un pastor eléctrico. El oso fiel a la cita anual al no poder alimentarse de las colmenas en vez de retroceder pasa por medio del núcleo rural.
- En mayo de 1996 se detectó la presencia de una hembra con un osezno a 150 m de un pueblo.
- En septiembre de 1993 se ven huellas de una hembra con dos oseznos a 10 m de las casas de un pueblo en Somiedo.